# Drozdowszczyzna (sielsowiet Duniłowicze)
Drozdowszczyzna (biał. Драздоўшчына, Drazdouszczyna; ros. Дроздовщина, Drozdowszczina) – dawna wieś na Białorusi, 4 km na wschód od Duniłowicz. Wchodziła w skład sielsowietu Duniłowicze.

## Historia
W 1870 roku Drozdowszyzna leżała w wołoście Postawy, powiecie dziśnieńskim, guberni wileńskiej Imperium Rosyjskiego. Należała do majątku hrabiego Tyzenhauza.
W okresie międzywojennym wieś leżała w granicach II Rzeczypospolitej w gminie Norzyca, a następnie w gminie wiejskiej Duniłowicze, w powiecie postawskim, w województwie wileńskim.
Według Powszechnego Spisu Ludności z 1921 roku zamieszkiwało tu 19 osób, 17 było wyznania rzymskokatolickiego a 2 prawosławnego. Jednocześnie 16 mieszkańców zadeklarowało polską a 3 białoruską przynależność narodową. Były tu 4 budynki mieszkalne. 
W 1931 w 9 domach zamieszkiwało 43 osoby.
W 1938 roku wieś należała do gromady Borowe gminy Duniłowicze
Po agresji ZSRR na Polskę w 1939 roku wieś znalazła się w granicach BSRR. W latach 1941–1944 była pod okupacją niemiecką. Następnie leżała w BSRR. Od 1991 roku w Republice Białorusi. 16 marca 2010 roku wieś zlikwidowano.

### Parafia rzymskokatolicka
W 1928 roku z inicjatywy proboszcza parafii w Postawach ks. Wacława Nurkowskiego, wybudowano drewniany kościół św. Wacława. Budynek posiadał dwie zakrystie i trzy ołtarze według projektu inż. Wyrwicza. Deski na budowę ofiarował hr. Konstanty Przeździecki z Woropajewa. Kościół poświęcił 17 lutego 1929 r. ks. Wacław Nurkowski. Parafia liczyła wówczas około 1200 wiernych. W 1930 r. administratorem kościoła był ks. Julian Kołłb-Sielecki. W głównym ołtarzu umieszczono obraz św. Teresy od Dzieciątka Jezus, która została patronką parafii. W 1931 r. administratorem był ks. Edward Murończyk. Na utrzymanie parafii wydzielono 20 ha ziemi z folwarku Pachowszczyzna, beneficjum parafii w Duniłowiczach. Kolejnym administratorem parafii był ks. Jan Malinowski, a od 1936 r. ks. Stefan Sieczka. Parafia należała do dekanatu nadwilejskiego w archidiecezji wileńskiej.

#### Śmierć ks. Eugeniusz Łateckiego
W 1939 roku administratorem parafii został ks. Eugeniusz Łatecki. Jednocześnie od 1942 r. był duszpasterzem osieroconej parafii w Wołkołacie, której proboszcz ks. Romuald Dronicz został rozstrzelany przez Niemców w Berezweczu 4 lipca 1942 roku z czterema innymi księżmi.
20 czerwca 1943 roku ks. dziekan Jan Romejko z Łuczaju powiadomił ks. Łateckiego o grasującej na terenie jego parafii „uzbrojonej bandzie” i nie radził mu jechać do Drozdowszczyzny. Ten jednak pojechał. Miał powiedzieć do furmana: „Nie mogę nie jechać. Jest niedziela, muszę mszę świętą odprawić. Gdybym nie powrócił, proszę mnie tam pochować”. Ksiądz odprawił Mszę św., a po niej udzielił chrztu. W tym czasie we wsi pojawił się oddział sowieckich partyzantów. Grabili oni ludzi z dobytku i zamordowali przy tym 4 osoby. Przyszli też na plebanię i szukali księdza, który schronił się na modlitwę do kościoła. Znaleźli go tam i siłą wyprowadzili. Kapłan próbował jeszcze odjechać swoją furmanką, lecz partyzant o nazwisku Żuk mu na to nie pozwolił. Nie chciał oddać konia, argumentując, że jest potrzebny do pracy kapłańskiej, dla obsługi chorych. Wtedy partyzant przestrzelił mu rękę trzymającą uzdę konia. Ks. Łatecki chwycił lejce drugą ręką, ale i ta została przebita pociskiem z karabinu. W końcu zdenerwowany oprawca uderzył księdza karabinem w skroń i wybił mu jedno oko. Będąc tak okaleczonym ks. Łatecki zaczął uciekać w kierunku płynącego nieopodal strumyka, nie dotarł jednak do niego, gdyż seria z karabinu maszynowego powaliła go na ziemię, gdzie zmarł. Zdarzenie to miało miejsce o godzinie szesnastej.
Ze względu na liczne bandy nie można było w urządzić pogrzebu w Drozdowszczyźnie. Ks. Jan Romejko planował sprowadzić zwłoki do Łuczaju i tu miał odbyć się pogrzeb 22 czerwca 1943 roku, lecz okoliczności na to nie pozwoliły. Parafianie pochowali swego duszpasterza przy kościele w Drozdowszczyźnie, a w Łuczaju odbyło się uroczyste nabożeństwo pogrzebowe z udziałem księży całego dekanatu i licznej ludności. Dopiero 26 czerwca zwłoki ks. Łateckiego pod silną eskortą licznej policji i Niemców przewieziono do Duniłowicz, gdzie odbył się uroczysty pogrzeb w kościele, po czym zwłoki ks. Eugeniusza Łateckiego zostały złożone do grobu na cmentarzu przy kościele.
Parafia w Drozdowszczyźnie została całkowicie zniszczona przez Niemców w październiku 1943 r. Spalono kościół i wszystkie wsie w ramach walki z partyzantką. Na grobie ks. Łateckiego dopiero po odzyskaniu kościoła w Duniłowiczach postawiono trwały pomnik. Uczyniono to dzięki staraniom ówczesnego proboszcza Duniłowicz ks. Krzysztofa Pożarskiego, którego wspomogli w tym parafianie dawnej parafii w Drozdowszczyźnie, mieszkający dziś w różnych stronach Białorusi, a także w Polsce. Uroczystości poświęcenia pomnika w dniu 20 czerwca 1992 roku zgromadziły licznie kapłanów i wiernych. Byli też obecni krewni ks. Łateckiego oraz dawni parafianie.